# Дженнингс, Уилл
Уилбур Гершель Дженнингс (англ. Wilbur Herschel Jennings, 27 июня 1944 — 6 сентября 2024) — американский поэт-песенник. Автор текстов множества известных песен, среди которых «Up Where We Belong», «Tears in Heaven» и «My Heart Will Go On». Был включен в Зал славы авторов песен, за свою карьеру получил множество престижных наград, включая три премии Грэмми, две премии «Золотой глобус» и две премии «Оскар».

## Биография
Уилбур Гершель Дженнингс родился в Килгоре, штат Техас, 27 июня 1944 года и был младшим из трех братьев и сестер. В 1966 году Дженнингс получил степень бакалавра в Государственном университете Стивена Ф. Остина в Накогдочесе, штат Техас; в следующем году получил степень магистра. Он преподавал в Университете Висконсина в О-Клэре в течение трех лет, затем переехал в Нэшвилл, штат Теннесси, в 1971 году, чтобы начать свою карьеру автора песен.
Дженнингс женился на Кэрол Элизабет Турман 14 августа 1965 года в Тайлере, штат Техас. Он умер у себя дома в Тайлере 6 сентября 2024 года в возрасте 80 лет.

## Карьера
Дженнингса описывали как «самого эрудированного из лириков». Он писал тексты песен для множества артистов, включая Стива Уинвуда, Уитни Хьюстон, Эрика Клэптона, Би Би Кинга, Родни Кроуэлла, Мэрайю Кэри, Джимми Баффета, Барри Манилоу и Роя Орбисона. Вместе со Стивом Уинвудом Дженнингс записал серию альбомов, включая Arc of a Diver, Talking Back to the Night и Back in the High Life. Вместе с Джо Сэмплом Дженнингс написал «Street Life» — мировой хит группы Crusaders с вокалистом Рэнди Кроуфордом. Дженнингс и Сэмпл также написали большую часть песен для трех альбомов Би Би Кинга: Midnight Believer в 1978 году, Take It Home в 1979 году и There Is Always One More Time в 1991 году.
Дженнингс участвовал в написании многих песен для фильмов, наиболее известной из которых является «Up Where We Belong» для фильма «Офицер и джентльмен», получившая премию «Оскар» и премию BAFTA, а также стала хитом номер один для Джо Кокера и Дженнифер Уорнс. В 1997 году Дженнингс написал вместе со своим соавтором Джеймсом Хорнером всемирно известный хит Селин Дион «My Heart Will Go On» для фильма «Титаник». Песня завоевала премии «Золотой глобус» и «Оскар» за лучшую песню и одержала победу в номинациях «Запись года», «Песня года» и «Лучшая песня, написанная для кинофильма» на 41-й церемонии вручения премии «Грэмми».
Дженнингс также написал «Tears in Heaven» совместно с Эриком Клэптоном, которая выиграла премию Грэмми за лучшую запись года, а также получила премию Ivor Novello за лучшую песню из фильма.
Совместно с Джеймсом Хорнером и Мэрайей Кэри Дженнингс написал текст центральной песни в фильме «Гринч — похититель Рождества» «Where Are You Christmas?». В 2002 году Хорнер и Дженнингс записали песню для оскароносного фильма «Игры разума».

## Награды
- Премия «Оскар» (1997)[29], премия «Золотой глобус» (1997), премия «Грэмми» за написание текста песни «My Heart Will Go On», исполненной Селин Дион для фильма «Титаник» .
- Премия «Золотой глобус» (1991) за написание текста песни «Tears in Heaven» Эрика Клэптона для фильма «Кайф», а также в 1991 году за написание песни «Dreams to Dream» для фильма «Американская история: Фейвел едет на Запад».
- Премия «Оскар» (1983)[30], премия «Золотой глобус» (1983) совместно с Джеком Ницше и Баффи Сент-Мари за написание песни «Up Where We Belong», исполненной Джо Кокером и Дженнифер Уорнс в фильме «Офицер и джентльмен».
- Премия BAFTA (Британская академия кино и телевизионных искусств) за фильм «Там, где мы родились» с Джеком Ницше и Баффи Сент-Мари
- Премия «Грэмми» (1993): «Tears in Heaven» (совместно с Эриком Клэптоном)
- Премия Грэмми (номинация) (1986): «Higher Love»
- Премия «Грэмми» Дайон Уорвик (1979): «I’ll Never Love This Way Again» (в соавторстве с Ричардом Керром)
- Премия «Оскар» (номинация) (1980): за написание песни «People Alone» для фильма «Конкурс».

В 2006 году Дженнингс был включен в Зал славы авторов песен, а семь лет спустя — в Зал славы авторов песен Нэшвилла.